# Jorge Valdivia
Jorge Luis Valdivia Toro (* 19. října 1983, Maracay, Aragua, Venezuela) je chilsko-venezuelský fotbalový záložník, momentálně hrající za klub Al-Wahda FC ze Spojených arabských emirátů.
S chilskou reprezentací se zúčastnil MS 2014 a Copa América 2007.

S chilským národním týmem vyhrál jihoamerické mistrovství Copa América 2015, což znamenalo historicky první titul pro Chile. Kromě toho si zahrál i na MS 2010 a na Copa América 2007 a 2011.